# Good Girl Gone Bad
Good Girl Gone Bad е третият поред албум на барбадоската изпълнителка Риана и дебютира под #1 в United World Chart и се превръща в абсолютен хит след издаването на първия успешен сингъл „Umbrella“. Следващият сингъл се казва „Shut Up and Drive“, а третият сингъл е „Don't Stop The Music“ и използва семпъл от песента на Майкъл Джексън „Wanna Be Startin' Something“. Четвъртият сингъл се казва „Hate That I Love You“, който е записан заедно с американския R'n'B изпълнител Ни-Йо и все още няма официално видео, но в интернет вече циркулира изпълнение на песента на живо. Това е най-успешния албум на Риана със световни продажби, надхвърлящи 2 милиона копия.

## Списък с песните

### Оригинален траклист
1. Umbrella (с Джей Зи) – 4:35
2. Push Up On Me – 3:15
3. Don't Stop The Music – 4:27
4. Breakin' Dishes – 3:20
5. Shut Up and Drive – 3:33
6. Hate That I Love You (с Ни-Йо) – 3:39
7. Say It – 4:10
8. Sell Me Candy – 2:45
9. Lemme Get That – 3:41
10. Rehab – 4:54
11. Question Existing – 4:08
12. Good Girl Gone Bad – 3:35

### Френско издание
1. Umbrella (The Lindbergh Palace Remix) – 3:53

### Британско и Австралийско издание
1. Cry – 3:55

### Японско издание
1. Cry – 3:55
2. Haunted – 4:09

### Японско делукс издание и Dance Remixes (Диск 1)
1. Umbrella (с Джей Зи) (виедо) – 4:14

### Британско издание
1. Umbrella (акустика) – 4:36

### Делукс издание и Dance Remixes (Диск 2)
1. Umbrella (с Джей Зи) (Seamus Haji & Paul Emanuel Remix) – 6:27
2. Breakin' Dishes (Soul Seekerz Remix) – 6:36
3. Don't Stop the Music (The Wideboys Club Mix) – 6:04
4. Question Existing (The Wideboys Club Mix) – 6:37
5. Hate That I Love You (с Ни-Йо) (K-Klassic Remix) – 6:12
6. Push Up on Me (Moto Blanco Club Mix) – 7:41
7. Good Girl Gone Bad (Soul Seekerz Remix) – 6:37
8. Haunted (Steve Mac Classic Mix) – 6:35
9. Say It (Soul Seekerz Remix) – 6:25
10. Cry (Steve Mac Classic Mix) – 5:48
11. S.O.S. (Digital Dog Remix) – 7:23